# Adobe Muse
Adobe Muse era un editor HTML WYSIWYG (ovvero permetteva di progettare e realizzare siti web senza scrivere codice HTML) scritto in Flash, Flex e AIR, sviluppato dalla Adobe. Questo software poteva essere reperito nella suite Creative Cloud. 
Il 10 aprile 2018, Adobe ha comunicato a tutti i suoi abbonati Creative Cloud che lo sviluppo di Muse sarebbe stato interrotto e che il supporto tecnico, per tutti i membri Creative Cloud attivi, sarebbe stato garantito fino al 26 marzo 2020.

## Versioni
| Versione | Numero build     | Rilascio          | Note                   |
| -------- | ---------------- | ----------------- | ---------------------- |
| Beta 1   | v0.8.653         | 15 agosto 2011    | Prima release          |
| Beta 2   | v0.8.654         | 9 settembre 2011  |                        |
| Beta 3   | v0.8.682 (3)     | 25 settembre 2011 |                        |
| Beta 3   | v0.8.683 (3.0.1) | 28 settembre 2011 |                        |
| Beta 4   | v0.8.725 (4)     | 3 novembre 2011   |                        |
| Beta 4   | v0.8.726 (4.0.1) | 11 novembre 2011  |                        |
| Beta 5   | v0.8.754 (5)     | 8 dicembre 2011   |                        |
| Beta 5   | v0.8.755 (5.0.1) | 12 dicembre 2011  |                        |
| Beta 5   | v0.8.756 (5.0.2) | 19 gennaio 2012   |                        |
| Beta 6   | v0.8.790 (6)     | 6 febbraio 2012   |                        |
| Beta 6   | v0.8.791 (6.0.1) | 10 febbraio 2012  |                        |
| Beta 6   | v0.8.792 (6.0.2) | 22 febbraio 2012  |                        |
| Beta 7   | v0.8.840 (7)     | 26 marzo 2012     |                        |
| Beta 7   | v0.8.841 (7.0.1) | 28 marzo 2012     |                        |
| Beta 7   | v0.8.842 (7.0.2) | 3 maggio 2012     |                        |
| 1.0      | v1.0.948 (1.0)   | 7 maggio 2012     | Prima versione stabile |
| 1.1      | v1.1.960 (1.1)   | 1º giugno 2012    |                        |
| 2.0      | v2.0.945 (2.0)   | 20 agosto 2012    |                        |
| 2.1      | v2.1.974 (2.1)   | 4 settembre 2012  |                        |
| 2.2      | v2.2.6 (2.2)     | 26 settembre 2012 |                        |
| 2.3      | v2.3.50 (2.3)    | 24 ottobre 2012   |                        |
| 3.0      | v3.0.645 (3.0)   | 11 dicembre 2012  |                        |
| 3.1      | v3.1.7 (3.1)     | 19 dicembre 2012  |                        |
| 3.1      | v3.1.8 (3.1)     | 19 dicembre 2012  |                        |
| 3.2      | v3.2.2 (3.2)     | 8 gennaio 2013    |                        |
| 4.0      | v4.0.557 (4.0)   | 26 febbraio 2013  |                        |
| 4.1      | v4.1.8 (4.1)     | 15 marzo 2013     |                        |
| 5.0      | v5.0.704 (5.0)   | 17 giugno 2013    |                        |
| 6.0      | v6.0.751 (6.0)   | 13 agosto 2013    |                        |
| 7.0      | v7.0.314 (7.0)   | 13 novembre 2013  |                        |
| 7.1      | v7.1.329 (7.1)   | 21 novembre 2013  |                        |
| 7.2      | v7.2.232 (7.2)   | 22 gennaio 2014   | Bugfix                 |
| 7.3      | v7.3.5 (7.3)     | 2 aprile 2014     |                        |
| 7.4      | v7.4.30 (7.4)    | 22 maggio 2014    |                        |
| 2014.0   | 2014.0.0.328     | 18 giugno 2014    |                        |
| 2014.0   | 2014.0.1.30      | 16 luglio 2014    |                        |
| 2014.1   | 2014.1.0.375     | 13 agosto 2014    |                        |
| 2014.1   | 2014.1.1.6       | 27 agosto 2014    |                        |
| 2014.2   | 2014.2           | 6 ottobre 2014    |                        |
| 2014.3   | 2014.3           | 15 febbraio 2015  |                        |
| 2014.3.1 | 2014.3.1.44      | 4 marzo 2015      | Bugfix                 |
| 2014.3.2 | 2014.3.2.11      | 1º aprile 2015    |                        |